# Общество финской литературы

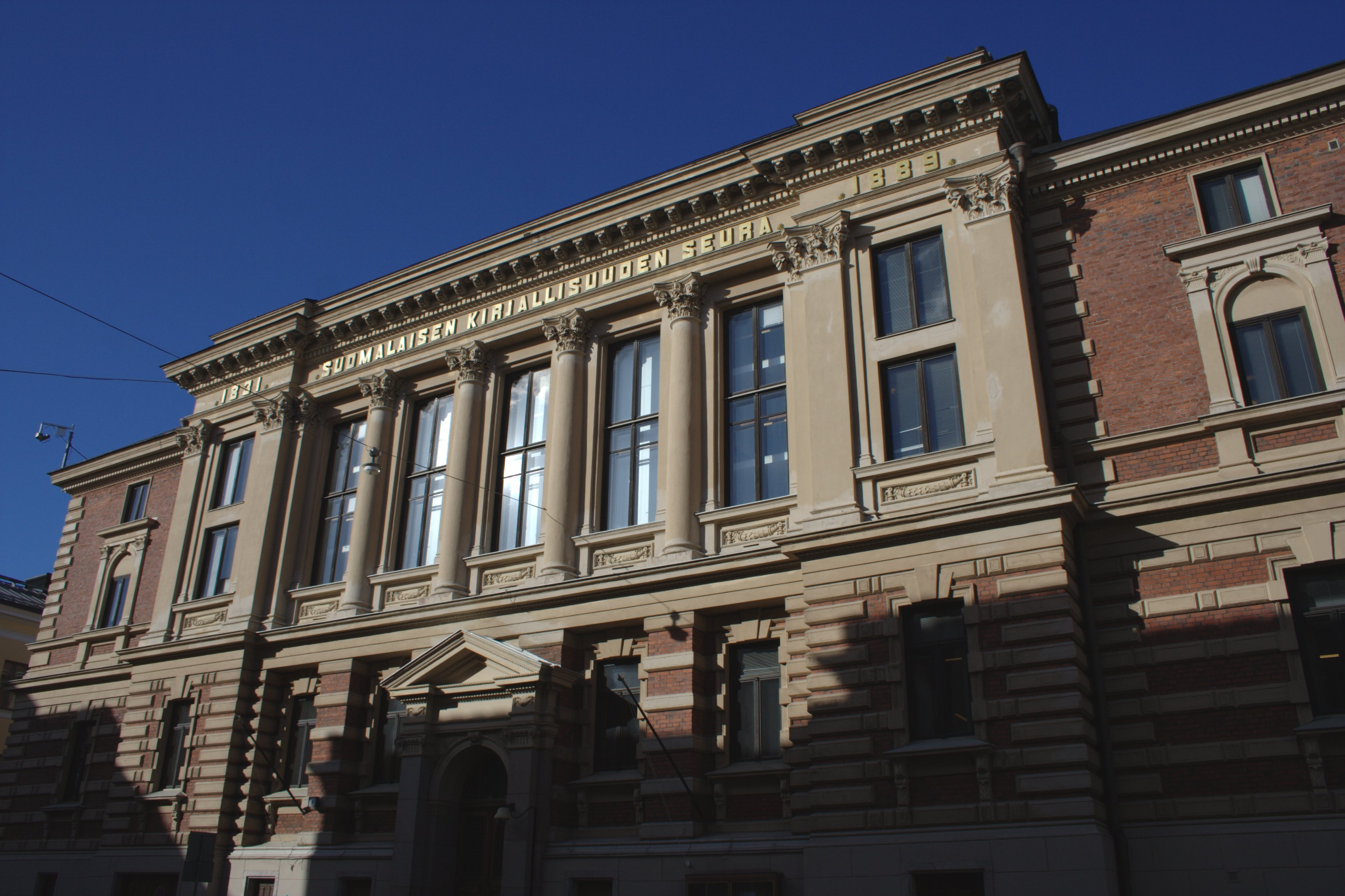
Главное здание Общества финской литературы. Финляндия, Хельсинки, Халлитускату (Hallituskatu), дом 1

«Общество финской литературы» (фин. Suomalaisen Kirjallisuuden Seura, стандартное сокращение — SKS) — организация в Финляндии, занимающая научной и культурно-просветительской работой, а также издательством книг.
В литературе на русском языке встречается также и другой вариант перевода — «Финское литературное общество».

## Цели и направления деятельности
Основные цели, которые ставит перед собой «Общество финской литературы», заключаются в развитии финской культуры, сохранении финского культурного наследия, особенно в области финского языка, финской литературы и финских традиций, а также в распространении результатов изучения этого наследия.
При «Обществе финской литературы» работают Литературный архив, Фольклорный архив, Архив народного творчества в Йоэнсуу, библиотека, издательский отдел, а также Финский литературный информационный центр (фин. Suomen kirjallisuuden tiedotuskeskus), более известный по своей английской аббревиатуре FILI (англ. Finnish Literature Exchange). Главное здание Общества находится в Хельсинки, в районе Круунунхака, по адресу Халлитускату, дом 1.

## История Общества
«Общество финской литературы» было основано в 1831 году лицами, имевшими отношение к Хельсинкскому университету, интересовавшимися финским языком и считавшими, что именно посредством развития финского языка возможно пробуждение финского национального самосознания. Первое собрание состояния 16 февраля 1831 года в доме преподавателя финского языка Карла Кекмана.
Среди руководителей Общества в XIX веке можно отметить таких крупных деятелей финской культуры, как Элиас Лённрот, Йохан Вильгельм Снельман и 
Георг Захариас Ирьё-Коскинен. Интересно, что слово kirjallisuus («литература»), присутствующее в названии Общества, было придумано именно Элиасом Лённротом.
К наиболее значимым публикациям, осуществлённым Обществом в первые десятилетия своей деятельности, можно отнести первое и второе, расширенное, издания Калевалы (1835 и 1849), сборник рун «Кантелетар, или Древние песни финского народа» (1840), а также роман Алексиса Киви «Семеро братьев» (1870).